# Никитидис, Никос
Никос Никитидис (греч. Νίκος Νικητίδης, известный под партизанским псевдонимом Ко́ля (греч. Κόλιας), 1916 — 2 апреля 1949 года) — греческий военный лётчик и коммунист, участник Греко-итальянской войны, командир соединений Народно-освободительной армии Греции (ЭЛАС) и Демократической армии Греции.
Руководитель Офицерской школы при генштабе Демократической армии.

## Молодость
Никитидис родился в 1916 году. Вырос в селе Мегали Вриси (до 1927 года Армутчи) греческого нома Килкис Центральной Македонии, в семье беженцев  Малоазийской катастрофы  из Понта. 
Большинство понтийских беженцев села происходили из пограничного села Караурган российской  Карсской области , из села Хотар области Севастия (Сивас) и села Симикли области Аргируполиса (Гюмюшхане). Учитывая то, что в дальнейшем его партизанским именем стало произносимое на русский лад имя “Коля” (Никос), Никитидис скорее всего родился в российской Карсской области. 
В молодом возрасте он стал членом Коммунистической молодёжи Греции (ΟΚΝΕ). 
Не располагаем датами его учёбы в лётном училище, но в Греко-итальянской войне (1940-1941) он воевал пилотом в составе ВВС Греции. Впоследствии одним из его партизанских псевдонимов стал псевдоним “лётчик”.

## В Греческом Сопротивлении
Греческая армия отразила итальянское нападение и перенесла военные действия на территорию Албании. Это вынудило вмешаться гитлеровскую Германию, которая пришла на помощь своим итальянским союзникам. 
С началом тройной, германо-итало-болгарской, оккупации, Никитидис вступил в один из первых партизанских отрядов Греции. 
Менее месяца после падения Крита, по инициативе греческих коммунистов и отставных офицеров, в Центральной Македонии был создан один из первых партизанских отрядов в стране, получивший имя героя Освободительной войны Греции Афанасия Дьяка. 
Никитидис был в числе его первых 52 организаторов и бойцов. Одним из первых шагов отряда был сбор спрятанного населением оружия греческой армии. 
Последовали диверсионные операции и бои малого масштаба, против болгарских и немецких оккупационных сил. 
Однако этой деятельности отряда и уничтожения моста в Мурьес было достаточно для того, чтобы вызвать ответные карательные меры оккупантов, которые в октябре 1941 года расстреляли мужское население сёл Мурьес, Амбелофита и Ризана и стёрли эти сёла с лица земли. 
Одновременно, в том же регионе был создан и действовал отряд имени Одиссея Андруцоса. 
В 1942 году отряды “Афанасий Дьяк” и “Одиссей Андруцос” объединились и влились в  Народно-освободительную армию Греции  (ЭЛАС). 
К концу войны Никитидис стал командиром 2-го батальона 13-го полка ЭЛАС. 

### Бой за город Килкис
Бой за город Килкис 4 ноября 1944 года, был одним из последних и самых кровавых для ЭЛАС боёв той войны. Соединения ЭЛАС потеряли в бою за Килкис 126 бойцов убитыми и 230 раненными. 
До 9.000 коллаборационистов со всей Греции собрались на стыке границ Греции, Югославии и Болгарии. Проводив своих немецких союзников на территорию Югославии, коллаборационисты окопались в городе Килкис, ожидая прибытия туда британских сил. Основными позициями их обороны стали высота 371 Святого Георгия, казармы, городская больница, табачные склады Сиропулоса, школы. 
Коллаборационисты отказывались сдаться местным силам ЭЛАС. 
Для взятия укреплённого города командованием Группы дивизий Македонии (Ομάδα Μεραρχιών Μακεδονίας), было сформировано Специальное соединение из сил IX, Χ и XΙ дивизий.
2-й батальон 13-го полка, которым командовал Никитидис был включён в это соединение. 
Бой длился с 5.30 до 16.30 (примерно) и завершился полным разгромом коллаборацинистов и освобождением города. 
Сдавшиеся коллаборационисты не дождались всего трёх недель до открытого военного  столкновения ЭЛАС с англичанами . В последующие годы монархистские правительства предъявили претензии командованию и бойцам ЭЛАС, которые, по их заключению, проявили по отношению к коллаборационистам “чрезмерную жестокость”. 
Батальон Никитидиса отличился в бою, в особенности его 6-я рота. 
Это стало дополнительной причиной послевоенного преследования Никитидиса.

## Гражданская война
Как и другие коммунисты и участники Сопротивления, Никитидис преследовался монархистами в послевоенный период, именуемый периодом “Белого террора”. 
Преследуемые коммунисты и бывшие участники Сопротивления находили убежище в горах, где стали вооружаться и организовывать отряды самообороны. 
Первый вооружённый отряд самообороны на севере  Центральной Македонии появился в конце 1946 года, через несколько месяцев после начала  Гражданской войны (1946-1949). 
После создания 28 октября 1946 года Демократической армии Греции и её генштаба, был создан также Штаб Центральной Македонии. 
27 августа 1948 года, после масштабного сражения в горах Граммос, региональные партизанские штабы были упразднены и вместо них были созданы дивизии. 
В Центральной Македонии была создана VI дивизия, которая состояла из 20-й и 132-й бригад. Никитидис принял командование одним из батальонов 20-й бригады. 
С сентября 1948 года и до марта 1949 года 20-я бригада действовала от полуострова Халкидики и до северной границы Греции, после чего была вынуждена совершить манёвр и прорваться на запад, в горы Беллес. 

### Начальник Офицерского училища Демократической армии
В своём большинстве офицеры Демократической армии, в особенности младшие офицеры, не имели военного образования и получали свои воинские звания на поле боя. 
С целью повышения уровня военных знаний своих офицеров, Демократическая армия создала при своём генштабе “Офицерское Училище Генерального Штаба” (Στρατιωτική Σχολή του Γενικού Αρχηγείου - ΣΑΓΑ). 
В действительности это были курсы продолжительностью в несколько месяцев. 
Первые четыре т.н. “рядов” (выпусков) училища базировались в горах Граммос. 
Последующие “ряды” базировались (точнее укрывались) на перешейке Лемос, между озёрами Преспа и Микра-Преспа. 
C начала ноября 1948 года и до прорыва 20-й бригады на запад, Никитидис был отозван из бригады и возглавил “5-й ряд” Офицерского училища в селе Лемос. “Ряд” насчитывал 620 курсантов. 
Примечательно, что историк Т. Герозисис, в своей книге в 3-х томах “Корпус офицеров и его место в современном греческом обществе (1821-1975)”, счёл партизанский псевдоним Никитидиса “Коля” фамилией, и упоминает его, в звании подполковника, в эллинизированной форме, с двумя “л”, под фамилией Колляс, и, в отличие от других офицеров училища, без имени:860. 
Учёба в Училище не освобождала курсантов от боёв. Кроме прочего, для Генштаба Училище было его единственным резервом. 
Всего лишь после 3-х недель после того как Никитидис принял руководство Училищем, 20 ноября, один из батальонов училища совершил глубокий рейд в тыл армии монархистов, от Преспы до горы Синяцико. 
В третьей декаде декабря “5-й ряд” училища совершил атаку на высоту Биковик, севернее западномакедонского города Кастория. 
Курсанты понесли серьёзные потери убитыми и раненными, но высоту взять не смогли. 
Кроме того что сама операция была подготовлена поспешно, одной из объективных причин неудачи было отсутствие у курсантов  амуниции и  боевой экипировки для ведения боевых действий при температуре минус двадцать восемь и при слое снега высотой в 1-1,5 метра. 
“5-й ряд” продолжил свою учёбу, выпуск новых младших лейтенантов состоялся в третьей декаде января 1949 года.

### Рейд Училища и смерть Никитидиса
В начале февраля 1949 года были сформированы два батальона “6-го ряда”. Обучение стало ещё более интенсивным, поскольку генштаб готовил операцию по занятию города Флорина. 
Попытка занять Флорину была неудачной. Демократическая армия понесла в этой операции наибольшие потери с начала Гражданской войны. Значительные потери понесли и курсанты Училища. 
После Флоринской операции курсанты вернулись на свою базу и интенсивными темпами продолжили свою учёбу. Одновременно, с прибытием курсантов из отдалённых регионов, училище было преобразовано в боевую бригаду. Никитидис (Коля) стал командиром этой бригады. 
В середине марта командование Училища и его батальонов получили приказ совершить глубокий рейд к горному массиву Смоликас и занять село Дросопиги (Канцико) в Эпире. 
19 марта в штаб Училища прибыл  Александрос Росиос и принял командование бригадой курсантов, в то время как Никитидис стал его заместителем. 
Бригада выступила в полночь. 
После 13 ночных переходов бригада дошла до горного массива Смоликас, выполнив свою тактическую задачу, каковой к неожиданности для армии монархистов стало повторное занятие Демократической армией. Штаб бригады направился к селу Канцико. Никитидис с малыми силами остался на развилке Тамбури. 
В последующем сражении около Канцико «с автоматом в руке» погиб начальник Училища Никос Никитидис (Коля), также как «с автоматом в руке» погиб и директор учебной программы училища  Георгиос Самаридис. Комиссар училища,  Зисис Зокас, был ранен, подорвавшись на мине.